# Alamis marginata
Alamis marginata là một loài bướm đêm trong họ Noctuidae.